# إدريس محمد جماع
إدريس محمد جَمَّاع (1 يناير 1922 - 27 مارس 1980) شاعر سوداني. ولد في حلفايا الملوك وينحدر من قبيلة العبدلاب ونشأ بها. حفظ القرآن في الكتّاب، ثم التحق بالمدرسة الابتدائية، ومنها إلى مدرسة أم درمان الوسطى، ثم التحق بكلية المعلمين ببخت الرضا عام 1946. هاجر إلى مصر لإكمال دراسته عام 1947 والتحق بمعهد المعلمين بالزيتون، ثم بكلية دار العلوم بجامعة القاهرة عام 1951 وحصل على الليسانس في اللغة العربية والدراسات الإسلامية. وبعده التحق بمعهد التربية للمعلمين ونال الدبلوم عام 1952.
عمل معلماً بالمدارس الأولية 1942 - 1947، وبعد رجوعه من مصر عام 1952 عين معلماً بمعهد التربية في «شندي»، ثم معهد «بخت الرضا»، وبعد ذلك بالمدارس الوسطى والثانوية عام 1956. توفي بمستشفى الخرطوم بحري عن 58 عامًا. له ديوان «لحظات باقية» 

## سيرته
ولد إدريس محمد جَمَّاع في حلفايا الملوك يوم 1 يناير 1922/ 3 جمادى الأولى 1340 ونشأ بها. ينحدر من شيوخ الحلفاية ملوك العبدلاب، فهو إدريس بن محمد جماع بن الأمين بن ناصر بن الأمين بن مسمار.

التحق بكتّاب الشيخ محمد نور إبراهيم ثم بالمدرسة الأولية. تابع دراسته بمدرسة أم درمان الوسطى سنة 1934 وعاقته المصروفات فلم يمكث غير شهرين أو أقل، وبعدها انضم إلى كلية المعلمين ببخت الرضا سنة 1936.

وبعد تخرجه، عيّن مدرّسًا بمدرسة «تنقسي الجزيرة » سنة 1941، ثم نُقِل إلى الخرطوم الأولية ثم إلى حلفايا الملوك سنة 1944، مسقط رأسه. استقال من وزارة المعارف السودانية وهاجر إلى مصر سنة 1947، والتحق بمعهد المعلمين بالزيتون، ثم التحق بدار العلوم ونال شهادة الليسانس في اللغة العربية وآدابها والدراسات الإسلامية سنة 1951. عيّن مدرّسًا بمعهد التربية بشندي 1952، ثم نقل مدرّسًا ببخت الرضا 1955، ثم الخرطوم الثانية، ثم الخرطم بحري الوسطى 1956.

أصيب في سنواته الأخيرة بداء عضال الزمه الفراش زمنًا، حتى توفي بمستشفى الخرطوم بحري يوم 27 مارس 1980/ 11 جمادى الأولى 1400. وقد أُرسل للعِلاج إلى لبنان في عهد حكومة الرئيس إبراهيم عبود وعاد إلى السودان دون أن تتحسّن حالته الصحيّة.[بحاجة لمصدر]

## شعره
هو شاعر سوداني متميز رغم قلة إنتاجه، يتصف شعره بغنائية مفرطة، وبلغة جميلة وهو من أقرب الشعراء لمدرسة التجاني يوسف بشير الشعرية. من أشهر آثاره ديوانه «لحظات باقية» 1969. فهو ديوانه الوحيد وقد جمع أشعاره بعض أصدقائه وأقاربه لأنّه لم يتمكن من ذلك بسبب ظروفه الصحيّة.
ترك في ديوانه خلجات وجدانية معتمدًا على الشعر الكلاسيكي، وفي الوقت ذاته لم يحاول الذهاب إلى قصيدة التفعيلة أو قصيدة النثر رغم علمه بها بل اكتفى بإحداث تغيير بسيط في الوزن والكتابة المقطعية للقصيدة، وتميزت أوزانه بالخفة؛ حيث ابتعد عن البحر البسيط إلى مخلّع البسيط وابتعد عن البحر الطويل إلى مجزوئة، وغيرها من الأوزان الخفيفة السهلة على لسان قائلها بكلام مختصر وموسيقا هادئة. و«يمتاز شعره بالحزن الشفيف، وهو شاعر واقعي متمكن من لغته وأسلوبه، تتسم بعض قصائده بالتأمل والعمق الذي اكتسبه من تجاربه القاسية وحياته التعسة. أخلص للشعر العمودي حتى آخر رمق. وكان ضد الغموض والإبهام.» وقال عنه عون الشريف قاسم «كان كريم النفس رقيق المشاعر شاعراً بالغ الحساسية لم يقف شعره عند وصف مشاعره نحو الطبيعة التي أجاد وصفها بل امتد لقضايا الوطن والأمة على النطاقين العربي والإسلامي كما يشهد بذلك ديوانه المطبوع لحظات باقية.»  كتب عنه محمد حجاز مدثر «جماع: قيثارة الإنسانية والنبوغ» (1968)، وقام عبد القادر الشيخ إدريس بدراسة شعره وطبع في كتاب نال به درجة الدكتوراه من جامعة الخرطوم.
جاء في معجم البابطين عنه «شعره تعبير صادق عن وجدانه ووجدان أمته، فقد وصف فيه مختلف المشاعر الإنسانية فرحاً، وألما، وحزناً، كما وصف فيه ثورة الوطني الغيور على حرية وطنه وكرامة أمته، في شعره وصل جميل بين السودان وأمته العربية والإسلامية، تناول الجزائر ومصر وفلسطين، واقتحم قضايا التحرر في العالم. في شعره رقة وصدق عاطفة، وجمال خيال.»  وبرأي تاج السر الحسن الذي شارك في الإشراف على طباعة ديوان جمّاع فإنّ شِعر جمّاع يقع في إطار الشعر التراثي والديواني العربي. فجمّاع شاعر من المَدرسة العربيّة الابتدائية وهو من روَّاد التجديد الشعري في العالم العربي ومن شعراء مدرسة الديوان على وجه الخصوص ضمن مجموعة عبد الرحمن شكري والعقاد وإبراهيم المازني. [بحاجة لمصدر] وقال عنه الدكتور عبده بدوي في كتابه «الشعر الحديث في السودان» إنّ أهمّ ما يميّز الشاعر جمّاع هو «إحساسه الدافق بالإنسانية وشعوره بالناس من حوله ولا شك في أن هذه نغمة جديدة في الشعر السوداني». [بحاجة لمصدر]
ومن أكثر قصائده تناقلاً هي من ديوان «لحظات باقية» التي ندب فيها سوء الحظ والتي يقول مطلعها:

## وصلات خارجية
- إدريس جماع - معجم البابطين
- http://www.alfredah.net/forum/threads/alfredah28382/
- إدريس جماع.. اختصر التجربة في «لحظات باقية»